# 庄町
庄町（しょうまち）は、徳島県徳島市の町名。現行行政地名は庄町一丁目から庄町五丁目。
2009年12月の徳島市の調査による人口は2,601人、世帯数は1,246世帯。郵便番号は〒770-0044。

## 地理
徳島市の北部に位置し、加茂名地区に属している。北で南島田町、東で蔵本町、南で南庄町、西で鮎喰町に隣接する。
北境を四国旅客鉄道（JR四国）高徳線、中央を国道192号が通り、その北に田宮川が東流し、さらにその北を旧伊予街道が通る。旧街道西端は隣接する鮎喰町と共に古い市街地を形成しており、市役所の加茂名支所をはじめ、公民館や小学校・幼稚園などの公共施設が集中し、庄町はもとより、加茂名地区の中心地となっている。
国道の南は、東半に旧陸軍歩兵第43連隊の練兵場跡地が残され、交通の便と充分な土地が確保できることから大型公共施設の建設が進み、文教厚生地域となっている。その場所には現在、隣接の蔵本町から徳島大学のキャンパスが続き、その西は蔵本運動公園となっている。

### 河川
- 田宮川

## 施設

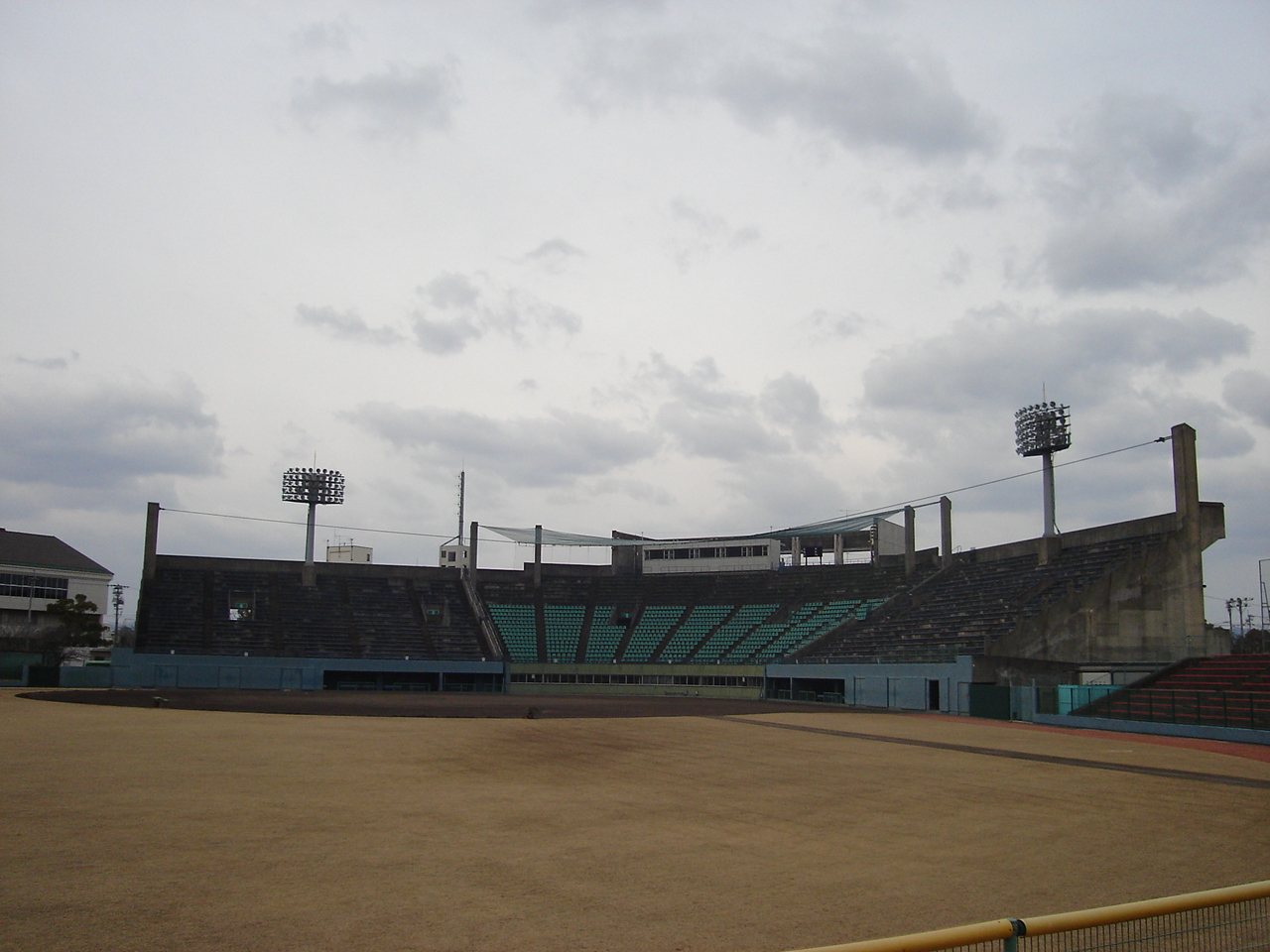
徳島県営蔵本球場

- 徳島名西警察署
- 蔵本運動公園
  - 徳島県営蔵本球場
  - 徳島県蔵本公園プール
- 徳島大学蔵本キャンパス
- 徳島市加茂名中学校
- 徳島市加茂名小学校
- 徳島市加茂名幼稚園
- 正善寺

## 交通

### 道路
一般国道
- 国道192号

都道府県道
- 徳島県道・香川県道1号徳島引田線

### バス
- 徳島市営バス